# Si le vent tombe
Pour plus de détails, voir Fiche technique et Distribution.
Si le vent tombe est un film franco-belgo-arménien écrit et réalisé par Nora Martirosyan, sorti en 2020.
Le film est présenté en compétition officielle au Festival de Cannes 2020 et à la sélection ACID 2020. C'est le seul film dans l'histoire du festival de Cannes à avoir eu cette double sélection.

## Synopsis
Auditeur international, Alain débarque à Stepanakert, dans le Haut-Karabagh, afin d’expertiser la possibilité d’ouverture de son aéroport. Au contact des habitants arméniens de cette république auto-proclamée du Caucase et d’un mystérieux enfant, Alain fait face à leur rude existence.

## Fiche technique
Sauf indication contraire, les informations mentionnées dans cette section peuvent être confirmées par la base de données cinématographiques IMDb,  présente dans la section « Liens externes ».
- Titre original : Si le vent tombe
- Titre international : Should the Wind Drop
- Réalisation : Nora Martirosyan
- Scénario : Nora Martirosyan, Emmanuelle Pagano, Oliver Torres et Guillaume André
- Photographie : Simon Roca
- Son : Anne Dupouy
- Musique : Pierre-Yves Cruaud
- Montage : Nora Martirosyan et Yorgos Lamprinos
- Production : Julie Paratian (Sister Productions, France), Ani Vorskanyan (Aneva Production, Arménie) et Annabella Nezri (Kwassa Films, Belgique)
- SOFICA : Cinéventure 4
- Distribution : Arizona Distribution
- Format : couleur
- Genre : drame
- Durée : 100 minutes
- Dates de sortie :
  - France : 30 août 2020 (festival d'Angoulême)[3] ; 26 mai 2021 (sortie nationale)

## Distribution
- Grégoire Colin : Alain
- Hayk Bakhryan : Edgar
- Arman Navasardyan : Seirane
- David Hakobyan : Korune
- Vartan Petrossian : Armen
- Narine Grigoryan : Kariné

## Distinctions

### Sélections
- Sélection officielle au Festival de Cannes 2020
- Label Association pour le cinéma indépendant et sa diffusion 2020
- Rencontres Association française des cinémas d'art et d'essai 2020
- Sélection officielle - Film francophone d'Angoulême 2020
- Sélection officielle - Festival de cinéma Indépendance(s) et Création d'Auch 2020
- Compétition officielle - Festival international du film francophone de Namur 2020
- "Industry Selects" - Festival international du film de Toronto 2020
- Hors compétition - Festival international du film indépendant de Bordeaux 2020
- Compétition - Festival du cinéma méditerranéen de Montpellier 2020
- Sélection Officielle - AFI Fest 2020
- Sélection Officielle - Festival international du film d'Erevan 2020
- Compétition - Festival du film de Sarlat 2020
- Hors compétition - Festival international du film d'Amiens 2020
- Hors compétition - Arras Film Festival 2020
- « Special jury prize » Compétition premiers films - Festival du film Nuits noires de Tallinn 2020
- Sélection officielle - Tokyo Filmex 2020
- Prix « Silver Alexander » Compétition Rencontrez les Voisins - Festival international du film de Thessalonique 2020
- Mention spéciale du jury, Compétition « Visage de la francophonie » - Festival de films francophones Cinemania 2020
- Compétition - Festival GoEast 2021